# 御影タワーレジデンス
御影タワーレジデンス（みかげタワーレジデンス）とは、兵庫県神戸市東灘区御影中町の阪神御影駅と国道2号との間で行われている「御影駅前複合開発」における超高層マンション。再開発地区内には、他に商業施設の御影クラッセなどがある。

## 概要
2007年（平成19年）3月31日に閉校した神戸市立御影工業高等学校跡地の再開発として、2008年（平成20年）3月20日に商業施設ゾーンである御影クラッセが開業し、遅れて2010年（平成22年）3月に当マンションが竣工した。低層部は、有料老人ホームとなっている。
当マンションの高さは、170m。竣工時点では、兵庫県で最も高い分譲マンション、及び超高層ビルとなっていた。ただし、JR三ノ宮駅東側の旭通4丁目再開発事業において、高さ190m、54階建ての高層ビル（ホテルと分譲マンション・シティタワー神戸三宮）が2013年（平成25年）2月に竣工したため、県内で最も高いビルではなくなった。

## 御影タワーレジデンス
当再開発における住宅ゾーンである御影タワーレジデンスは総戸数が502戸あり、分譲住戸408戸、有料老人ホーム88戸などで構成される。
2階にメインエントランスホール、サブエントランス、ラウンジ、7階にキッチンスタジオ、キッズルーム、フリースペース、AVルーム、ゲストルーム、8階から47階に住居がある。住居用に6基のエレベータがあり、低中層階用は1階、2階、7階〜21階に停止、高層階用は1階、2階、21階〜47階に停止する。21階及び22階には住居人用スカイラウンジ、スカイゲストルームがある。駐車場は286台、自転車置き場は816台ある。
事業主（売主）は以下の通り。
- 住友商事
- オリックス不動産
- 近鉄不動産
- 阪神電気鉄道

## 特徴
セキュリティでは、建物エントランスドアの解錠、エレベータの呼び出し操作は非接触ICカードを用いて行い、住居玄関はリバーシブルディンプルキーで解錠する。管理体制は、大阪ガスのセキュリティシステムを導入し、24時間365日有人による管理サービスも行う。
そのほか、竹中工務店独自の免震架構法（SuperFlexWallシステム）の採用、免震構造と組み合わせ高いレベルの耐震安全性を高めている。

## アクセス
- 御影駅 (阪神)から徒歩1分
- 御影駅 (阪急)から徒歩12分
- 住吉駅 (JR西日本・神戸新交通)から徒歩9分